# سومابراكيز ميكربسا
سومابريكيز ميكربسا هي فراشة من عائلة السومابريكيديات (بالإنجليزية: Somabrachyidae)‏ اكتشفت عام 1916.